# Shoshannah Stern
Shoshannah Stern (Walnut Creek, 3 luglio 1980) è un'attrice statunitense.

## Biografia
Shoshannah Stern è una attrice statunitense nata a Walnut Creek, California in una famiglia ebrea di sordi da quattro generazioni, figlia di Ron Stern e Hedy Udowski-Stern; ha due fratelli. Una delle sue nonne è sopravvissuta all'olocausto.
La sua lingua principale è la lingua dei segni americana (ASL) ed è in grado di leggere le labbra senza un interprete. Risiede a Fremont, California dove ha frequentato la California School for the Deaf insieme ai suoi fratelli e dove lavorano i suoi genitori.
Ha poi frequentato la Gallaudet University a Washington, anch'essa riservata a persone sorde, dove si è sviluppato il suo amore per il teatro: ha vinto diversi premi, partecipando anche come comparsa al film The Auteur Theory scritto e diretto da Evan Oppenheimer.
Nell'inverno del suo senior year alla Gallaudet, nel 2001, le viene offerta la possibilità di prendere parte come guest star a un episodio della commedia Off Centre in onda sul canale The WB a Los Angeles: Shoshannah partecipa al provino e ottiene il ruolo.
L'apparizione in qualità di guest star le avvale un ruolo simile in diverse serie televisive statunitensi, come Providence e E.R. - Medici in prima linea sulla NBC, Boston Public sulla FOX e The Division su Lifetime; nel 2003 partecipa ancora ad un film di Evan Oppenheimer, Justice.
Nello stesso anno ottiene il primo ruolo fisso nella serie drammatica della ABC Codice Matrix. La serie tratta dei pericoli che possono colpire gli Stati Uniti e di come un gruppo di anti-terrorismo vi pone rimedio; il suo personaggio si chiama Holly Brodeen. La serie non ha molto successo e viene sospesa dopo 14 episodi, lasciandone due inediti.
Nel 2004  prende parte al film Last Shot con Alec Baldwin, Calista Flockhart e Toni Collette, diretto da Jeff Nathanson, nel quale interpreta la ragazza di Matthew Broderick.
Il 2005 la vede tornare al teatro dove interpreta Susan nello spettacolo Open Window alla Pasadena Playhouse di Pasadena, California rappresentato sia in inglese che nella lingua dei segni americana.
Sempre nel 2005 viene scelta per interpretare Megan nella serie di successo della Showtime Weeds. Megan è una ragazza sorda che frequenta la stessa scuola di Silas Botwin (Hunter Parrish), uno dei figli di Nancy, i due provano attrazione reciproca e si innamorano. Il suo personaggio ritorna anche nella seconda stagione, ma per esigenze di copione la lascia a metà: infatti Megan rimane incinta di Silas e quando i genitori di lei lo scoprono la obbligheranno ad abortire e a lasciare il ragazzo.
In contemporanea agli episodi della seconda stagione di Weeds, Shoshannah appare come attrice fissa nel telefilm d'azione e di fantascienza della CBS Jericho, in cui interpreta Bonnie Richmond, sorella di Stanley: i due vivono nella fattoria di famiglia e sono tra quelli a subire i maggiori danni dall'attacco nucleare agli USA, che  vede danneggiato il loro raccolto. Ciononostante i fratelli non si perdono d'animo e la ragazza collabora anche nella clinica del paese. La giovane non vede di buon occhio la relazione del fratello con Mimi, salvo poi approvarla in seguito. Nonostante gli ascolti non proprio soddisfacenti la serie viene rinnovata per una breve seconda stagione, nella quale il personaggio di Bonnie esce di scena, ucciso da armi da fuoco durante una colluttazione.
Il doppio ruolo in Weeds e in Jericho le riconosce il fatto di essere la prima donna sorda a comparire in un ruolo di primo rilievo in due serie primetime durante la stessa stagione.
Tra i suoi lavori nel 2008 c'è l'apparizione nel ruolo di se stessa in Festival Updates di Sara Nichols e Greg Windley e in See What I'm Saying: The Deaf Entertainers Documentary di Hilari Scarl, uno dei primi film sia in inglese sia in lingua dei segni americana e come guest star in Cold Case della CBS.
Ha partecipato nel film Adventures Of Power di Ari Gold nel ruolo di Annie, il film è stato presentato al Sundance Film Festival.
È inoltre apparsa nel video Yes We Can di will.i.am per la campagna elettorale di Barack Obama, appoggiandone la candidatura.
Nel 2020 è nel cast di Grey's Anatomy nel ruolo di una dottoressa, Lauren Riley, dalla sedicesima stagione della serie.

## Filmografia

### Cinema
- The Auteur Theory (1999)
- Justice (2003)
- Last Shot (2004)
- Adventures Of Power (2008)
- See What I'm Saying: The Deaf Entertainers Documentary (2009)
- The Hammer (2010)
- No Ordinary Hero: The SuperDeafy Movie (2013)

### Televisione
- Sweet Nothing in My Ear (film TV, 2008)
- Off Centre (episodio 1.16, 2002)
- Providence (2002, episodio 4.19)
- Boston Public (episodio 3.6, 2002)
- E.R. - Medici in prima linea (episodio 9.11, 2003)
- The Division (episodio 3.5, 2003)
- Codice Matrix (Holly Brodeen, 2003-2004)
- Weeds (Megan Graves, 2005-2006)
- Jericho (Bonnie Richmond, 2006-2008)
- Cold Case - Delitti irrisolti (episodio 5.14, 2008)
- Lie to Me (Sarah, 2010)
- Supernatural (Eileen Leahy; 11×11, 12×17, 15x06; 2016)
- This Close - (2018-in corso)
- Grey's Anatomy (Dr. Lauren Riley, 16ª stagione, 2020)

## Teatrografia
- Figli di un dio minore (Sarah, diretto da Joe Giamalva)
- A Funny Thing Happened on the Way to the Forum (Gymnasia, diretto da CJ Jones)

## Videoclip
- Yes We Can (2008)

## Doppiatrici italiane
- Loretta Di Pisa in Supernatural
- Alessia Navarro in Grey's Anatomy